# Salvator Mundi
Salvator Mundi, latinsko za Odrešenika sveta je častni naziv Jezusa Kristusa. 

## Ikonografija
V krščanski ikonografiji je upodobitev Salvator Mundi tip podobe, ki se je pojavil v poznem srednjem veku: Kristus drži dvignjeno desnico v znak blagoslova, v levi drži kroglo, okronano s križem (znano kot globus cruciger) ali cesarsko kroglo; upodobljen s križnim svetniškim sojem. Krogla simbolizira Kristusovo vladavino nad Svetom in je pogosto razdeljena na tri dele kot sklicevanje na božansko Trojico. Od renesanse je bil Kristus na tovrstnih podobah pogosto upodobljen s kraljevo krono. Celotna kompozicija pa ima močan eshatološki podton.
Najpogostejše so polfigurne različice te vrste. V polnofiguralnih različicah Kristusa pogosto obkrožajo apostoli, slika pa je okrašena s praporom, ki kaže na odrešenje sveta.

## Ozadje
Temo so popularizirali severnjaški slikarji, kot so Jan van Eyck, Hans Memling in Albrecht Dürer. Obstaja tudi več različic teme, pripisane Tizianu, zlasti tista v muzeju Ermitaž.
Ena slika na to temo, preprosto naslovljena Salvator Mundi, je bila leta 2011 pripisana ali ponovno pripisana Leonardu da Vinciju. Ta slika je izginila od leta 1763 do leta 1900, ko je bila pridobljena od sira Charlesa Robinsona. Takrat so mislili, da je delo Leonardovega privrženca Bernardina Luinija, za Doughty House v Richmondu v Londonu pa jo je kupil sir Francis Cook. Do takrat so bili Kristusov obraz in lasje obsežno prebarvani. Fotografija, posneta leta 1912, prikazuje spremenjen videz dela. Leta 2017 je bila ta slika prodana na dražbi za 450.300.000 ameriških dolarjev, kar je najvišja cena, kadar koli plačana za sliko.

## Patrocinij
Lateranska bazilika, ki sega v čas cesarja Konstantina Velikega, je bila prvotno posvečena Kristusu Odrešeniku (324, danes sv. Janezu v Lateranu). Od 8. stoletja dalje je bilo Odrešenikovo pokroviteljstvo še posebej priljubljeno pri karolinških cesarjih glede na nasledstvo rimskih cesarjev. Danes so številne cerkve posvečene Odrešeniku sveta. Tudi red Societas Divini Salvatoris, salvatorijancev, je podrejen pokroviteljstvu Odrešenika.

## V umetnosti
Salvator Mundi je predstavljen kot osrednji motiv v umetninah od 15. stoletja, kot so:
- Carlo Crivelli, Cristo benedicente (okoli 1472)
- Hans Memling, Zemeljska nečimrnost in božanska odrešitev (detajl) (okoli 1485). Musée des Beaux-Arts de Strasbourg (tudi nosi atribute Kristusa v veličanstvu, kot je krona)
- Joos van Cleve, Christ as Salvator Mundi (okoli 1516–1518, Louvre
- Leonardo da Vinci, Salvator Mundi (okoli 1499–1510)
- Gerard David, Salvator Mundi, okoli 1500, Philadelphia Museum of Art
- Andrea Previtali, Salvator Mundi (1519), Narodna galerija, London
- Palma Vecchio, Salvator Mundi (okoli 1520), Musée des Beaux-Arts de Strasbourg (upodobljen brez blagoslovljajoče roke)
- Tizian, Salvator Mundi (1570), Ermitaž
- Neznan umetnik, Salvator Mundi (tretja četrtina 16. stoletja)
- Vitraž v transeptu anglikanske cerkve sv. Janeza, Ashfield, Novi Južni Wales